# Anderson Roberto da Silva Luiz
Anderson Roberto da Silva Luiz (sinh ngày 1 tháng 2 năm 1978) là một cầu thủ bóng đá người Brasil.

## Sự nghiệp câu lạc bộ
Anderson Roberto da Silva Luiz đã từng chơi cho Consadole Sapporo.

## Thống kê câu lạc bộ

### J.League
| Đội               | Năm       | J.League | J.League | J.League Cup | J.League Cup | Tổng cộng | Tổng cộng |
| Đội               | Năm       | Trận     | Bàn      | Trận         | Bàn          | Trận      | Bàn       |
| ----------------- | --------- | -------- | -------- | ------------ | ------------ | --------- | --------- |
| Consadole Sapporo | 2008      | 16       | 4        | 0            | 0            | 16        | 4         |
| Tổng cộng         | Tổng cộng | 16       | 4        | 0            | 0            | 16        | 4         |